# Deuxième circonscription de la Haute-Savoie
La deuxième circonscription de la Haute-Savoie est l'une des six circonscriptions législatives que compte le département français de la Haute-Savoie (74), situé en région Auvergne-Rhône-Alpes.
Elle est représentée à l'Assemblée nationale, lors de la XVIIe législature de la Cinquième République, par Antoine Armand, député du parti Renaissance, puis à la suite de sa nomination dans le Gouvernement Michel Barnier au  ministère de l'économie, des finances, et de l'industrie, par Danièle Carteron, sa suppléante

## Description géographique et démographique

### De 1958 à 1988
Le département avait trois circonscriptions.
La deuxième circonscription de la Haute-Savoie était composée de :
- canton d'Abondance
- canton du Biot
- canton de Boëge
- canton de Douvaine
- canton d'Évian-les-Bains
- canton de Saint-Jeoire
- canton de Samoëns
- canton de Taninges
- canton de Thonon-les-Bains

Source : Journal Officiel du 14-15 Octobre 1958.

### De 1988 à 2010
La deuxième circonscription de la Haute-Savoie est délimitée par le découpage électoral de la loi no 86-1197 du 24 novembre 1986 et regroupe alors les divisions administratives suivantes : 
- canton d'Alby-sur-Chéran
- canton d'Annecy-Centre
- canton d'Annecy-Nord-Est
- canton de Faverges
- canton de Seynod
- canton de Thônes

### Depuis 2010
L'ordonnance no 2009-935 du 29 juillet 2009, ratifiée par le Parlement français le 21 janvier 2010, n'a pas changé la composition de cette circonscription.
D'après le recensement général de la population en 1999, réalisé par l'Institut national de la statistique et des études économiques (INSEE), la population totale de cette circonscription est estimée à 117 321 habitants,.

## Historique des députations
| Législature | Début de mandat | Fin de mandat     | Député            | Parti politique | Observations |
| ----------- | --------------- | ----------------- | ----------------- | --------------- | --- |
| Ire         | 9 décembre 1958 | 9 octobre 1962    | Georges Pianta    | CNIP            | Mandat écourté à la suite d'une dissolution parlementaire décidée par Charles de Gaulle. |
| IIe         | 6 décembre 1962 | 2 avril 1967      | Georges Pianta    | RI              | |
| IIIe        | 3 avril 1967    | 30 mai 1968       | Georges Pianta    | RI              | Mandat écourté à la suite d'une dissolution parlementaire décidée par Charles de Gaulle. |
| IVe         | 11 juillet 1968 | 1er avril 1973    | Georges Pianta    | RI              | |
| Ve          | 2 avril 1973    | 2 avril 1978      | Georges Pianta    | RI              | |
| VIe         | 3 avril 1978    | 22 mai 1981       | Georges Pianta    | UDF             | Mandat écourté à la suite d'une dissolution parlementaire décidée par François Mitterrand. |
| VIIe        | 2 juillet 1981  | 1er avril 1986    | Yves Sautier      | UDF             | |
| VIIIe       | 2 avril 1986    | 14 mai 1988       | Aucun             | Aucun           | Proportionnelle par département, pas de député par circonscription. Mandat écourté à la suite d'une dissolution parlementaire décidée par François Mitterrand. |
| IXe         | 23 juin 1988    | 1er avril 1993    | Bernard Bosson    | UDF             | |
| Xe          | 2 avril 1993    | 1er mai 1993      | Bernard Bosson,   | UDF,            | Remplacé du 1er mai 1993 au 23 septembre 1995 par Pierre Hérisson (UDF) à la suite de sa nomination au gouvernement. Bernard Bosson retrouve son siège le 19 juin 1995 à la faveur d'une élection partielle Mandat écourté à la suite d'une dissolution parlementaire décidée par Jacques Chirac. |
| Xe          | 1er mai 1993    | 23 septembre 1995 | Pierre Hérisson,  | UDF,            | Remplacé du 1er mai 1993 au 23 septembre 1995 par Pierre Hérisson (UDF) à la suite de sa nomination au gouvernement. Bernard Bosson retrouve son siège le 19 juin 1995 à la faveur d'une élection partielle Mandat écourté à la suite d'une dissolution parlementaire décidée par Jacques Chirac. |
| Xe          | 19 juin 1995    | 23 septembre 1995 | Bernard Bosson,   | UDF,            | Remplacé du 1er mai 1993 au 23 septembre 1995 par Pierre Hérisson (UDF) à la suite de sa nomination au gouvernement. Bernard Bosson retrouve son siège le 19 juin 1995 à la faveur d'une élection partielle Mandat écourté à la suite d'une dissolution parlementaire décidée par Jacques Chirac. |
| XIe         | 12 juin 1997    | 18 juin 2002      | Bernard Bosson    | UDF             | |
| XIIe        | 19 juin 2002    | 19 juin 2007      | Bernard Bosson,   | UDF,            | |
| XIIIe       | 20 juin 2007    | 19 juin 2012      | Lionel Tardy      | DVD             | |
| XIVe        | 20 juin 2012    | 20 juin 2017      | Lionel Tardy      | UMP             | |
| XVe         | 21 juin 2017    | 21 juin 2022      | Frédérique Lardet | LREM puis SE    | Démissionne avant la fin de son mandat à la faveur de son suppléant Jacques Rey. |
| XVIe        | 22 juin 2022    | 9 juin 2024       | Antoine Armand    | RE              | Mandat écourté à la suite d'une dissolution parlementaire décidée par Emmanuel Macron. |
| XVIIe       | 8 juillet 2024  | En cours          | Antoine Armand    | RE              | |

## Historique des élections

### Élections de 1958
|                | Georges Pianta élu | CNIP           | 17 711 | 52,29  |  |  |  |
|                | Paul Cloppet       | MRP            | 8 828  | 26,07  |  |  |  |
|                | Albert Boccagny    | PCF            | 4 995  | 14,75  |  |  |  |
|                | Gaston Mériguet    | Radsoc         | 2 334  | 6,89   |  |  |  |
|                |                    |                |        |        |  |  |  |
| Inscrits       | Inscrits           | Inscrits       | 46 071 | 100,00 |  |  |  |
| Abstentions    | Abstentions        | Abstentions    | 11 711 | 25,42  |  |  |  |
| Votants        | Votants            | Votants        | 34 360 | 74,58  |  |  |  |
| Blancs et nuls | Blancs et nuls     | Blancs et nuls | 492    | 1,43   |  |  |  |
| Exprimés       | Exprimés           | Exprimés       | 33 868 | 98,57  |  |  |  |

Le suppléant de Georges Pianta était Robert Morel, exploitant forestier, maire de La Forclaz, conseiller général du canton du Biot.

### Élections de 1962
|                | Georges Pianta sortant réélu | RI             | 16 820 | 57,55  |  |  |  |
|                | Joseph Ticon                 | MRP            | 5 664  | 19,38  |  |  |  |
|                | Bernard Néplaz               | PCF            | 4 569  | 15,63  |  |  |  |
|                | Georges Léger                | SFIO           | 2 176  | 7,44   |  |  |  |
|                |                              |                |        |        |  |  |  |
| Inscrits       | Inscrits                     | Inscrits       | 47 130 | 100,00 |  |  |  |
| Abstentions    | Abstentions                  | Abstentions    | 16 943 | 35,95  |  |  |  |
| Votants        | Votants                      | Votants        | 30 187 | 64,05  |  |  |  |
| Blancs et nuls | Blancs et nuls               | Blancs et nuls | 958    | 3,17   |  |  |  |
| Exprimés       | Exprimés                     | Exprimés       | 29 229 | 96,83  |  |  |  |

Robert Morel est le suppléant de Georges Pianta.

### Élections de 1967
|                | Georges Pianta sortant réélu | RI             | 21 209 | 55,65  |  |  |  |
|                | Raymond Bouvier              | CD (PDM)       | 6 015  | 15,78  |  |  |  |
|                | Bernard Néplaz               | PCF            | 5 704  | 14,97  |  |  |  |
|                | André Wormser                | FGDS (CIR)     | 5 183  | 13,6   |  |  |  |
|                |                              |                |        |        |  |  |  |
| Inscrits       | Inscrits                     | Inscrits       | 47 674 | 100,00 |  |  |  |
| Abstentions    | Abstentions                  | Abstentions    | 8 988  | 18,85  |  |  |  |
| Votants        | Votants                      | Votants        | 38 686 | 81,15  |  |  |  |
| Blancs et nuls | Blancs et nuls               | Blancs et nuls | 575    | 1,49   |  |  |  |
| Exprimés       | Exprimés                     | Exprimés       | 38 111 | 98,51  |  |  |  |

Le suppléant de Georges Pianta était Robert Morel.

### Élections de 1968
|                | Georges Pianta sortant réélu | RI (URP)       | 23 868 | 63,06  |  |  |  |
|                | Bernard Néplaz               | PCF            | 6 255  | 16,53  |  |  |  |
|                | Henri Cartillier             | CD (PDM)       | 4 097  | 10,83  |  |  |  |
|                | Bernard Comont               | PSU            | 3 627  | 9,58   |  |  |  |
|                |                              |                |        |        |  |  |  |
| Inscrits       | Inscrits                     | Inscrits       | 49 720 | 100,00 |  |  |  |
| Abstentions    | Abstentions                  | Abstentions    | 11 229 | 22,58  |  |  |  |
| Votants        | Votants                      | Votants        | 38 491 | 77,42  |  |  |  |
| Blancs et nuls | Blancs et nuls               | Blancs et nuls | 644    | 1,67   |  |  |  |
| Exprimés       | Exprimés                     | Exprimés       | 37 847 | 98,33  |  |  |  |

Le suppléant de Georges Pianta était Robert Morel.

### Élections de 1973
|                | Georges Pianta sortant réélu | RI (URP)       | 23 862 | 60,27  |  |  |  |
|                | Bernard Néplaz               | PCF            | 7 163  | 18,09  |  |  |  |
|                | Michel Debout                | PS (UGSD)      | 5 171  | 13,06  |  |  |  |
|                | Georges Constantin           | PSU            | 3 393  | 8,57   |  |  |  |
|                |                              |                |        |        |  |  |  |
| Inscrits       | Inscrits                     | Inscrits       | 53 845 | 100,00 |  |  |  |
| Abstentions    | Abstentions                  | Abstentions    | 12 079 | 22,43  |  |  |  |
| Votants        | Votants                      | Votants        | 41 766 | 77,57  |  |  |  |
| Blancs et nuls | Blancs et nuls               | Blancs et nuls | 2 177  | 5,21   |  |  |  |
| Exprimés       | Exprimés                     | Exprimés       | 39 589 | 94,79  |  |  |  |

Le suppléant de Georges Pianta était Robert Morel.

### Élections de 1978
|                | Georges Pianta sortant réélu | UDF (PR)          | 28 878 | 57     |  |  |  |
|                | Michel Debout                | PS                | 10 415 | 20,56  |  |  |  |
|                | Bernard Néplaz               | PCF               | 7 228  | 14,27  |  |  |  |
|                | Jérôme Bouvier               | Divers écologiste | 2 078  | 4,1    |  |  |  |
|                | Christine Samson             | LO                | 1 255  | 2,48   |  |  |  |
|                | Jean Ettori                  | MRG               | 812    | 1,6    |  |  |  |
|                |                              |                   |        |        |  |  |  |
| Inscrits       | Inscrits                     | Inscrits          | 63 933 | 100,00 |  |  |  |
| Abstentions    | Abstentions                  | Abstentions       | 11 965 | 18,71  |  |  |  |
| Votants        | Votants                      | Votants           | 51 968 | 81,29  |  |  |  |
| Blancs et nuls | Blancs et nuls               | Blancs et nuls    | 1 302  | 2,51   |  |  |  |
| Exprimés       | Exprimés                     | Exprimés          | 50 666 | 97,49  |  |  |  |

Le suppléant de Georges Pianta était François Cheneval-Pallud, maire de Viuz-en-Sallaz.

### Élections de 1981
| Candidat       | Candidat                 | Parti          | Premier tour | Premier tour | Second tour | Second tour |  |
| Candidat       | Candidat                 | Parti          | Voix         | %            | Voix        | %           |  |
| -------------- | ------------------------ | -------------- | ------------ | ------------ | ----------- | ----------- |  |
|                | Michel Frossard          | PS             | 15 679       | 35,76        | 22 829      | 46,72       |  |
|                | Yves Sautier élu         | UDF (PR)       | 13 285       | 30,30        | 26 030      | 53,28       |  |
|                | Gérard Rousselot-Pailley | RPR (UNM)      | 9 895        | 22,57        | Retrait     | Retrait     |  |
|                | Bernard Néplaz           | PCF            | 3 982        | 9,08         |             |             |  |
|                | Jérôme Bouvier           | MRG            | 1 003        | 2,29         |             |             |  |
|                |                          |                |              |              |             |             |  |
| Inscrits       | Inscrits                 | Inscrits       | 67 533       | 100,00       | 67 530      | 100,00      |  |
| Abstentions    | Abstentions              | Abstentions    | 22 962       | 34           | 17 782      | 26,33       |  |
| Votants        | Votants                  | Votants        | 44 571       | 66           | 49 748      | 73,67       |  |
| Blancs et nuls | Blancs et nuls           | Blancs et nuls | 727          | 1,63         | 889         | 1,79        |  |
| Exprimés       | Exprimés                 | Exprimés       | 43 844       | 98,37        | 48 859      | 98,21       |  |

Le suppléant d'Yves Sautier était Jean Favre, agent de maitrise, maire RPR de Champanges.

### Élections de 1988
|                | Bernard Bosson sortant réélu | UDF (CDS) (URC) | 22 822 | 57,84  |  |  |  |
|                | Gilbert Goy                  | PS              | 10 864 | 27,53  |  |  |  |
|                | Henri Barone                 | FN              | 3 458  | 8,76   |  |  |  |
|                | André Genot                  | PCF             | 1 684  | 4,27   |  |  |  |
|                | Bernard Nemoz                | Extrême gauche  | 632    | 1,6    |  |  |  |
|                |                              |                 |        |        |  |  |  |
| Inscrits       | Inscrits                     | Inscrits        | 63 177 | 100,00 |  |  |  |
| Abstentions    | Abstentions                  | Abstentions     | 23 177 | 36,69  |  |  |  |
| Votants        | Votants                      | Votants         | 40 000 | 63,31  |  |  |  |
| Blancs et nuls | Blancs et nuls               | Blancs et nuls  | 540    | 1,35   |  |  |  |
| Exprimés       | Exprimés                     | Exprimés        | 39 460 | 98,65  |  |  |  |

Le suppléant de Bernard Bosson était Pierre Hérisson, maire de Sevrier

### Élections de 1993
| Candidat       | Candidat                     | Parti          | Premier tour | Premier tour | Second tour | Second tour |  |
| Candidat       | Candidat                     | Parti          | Voix         | %            | Voix        | %           |  |
| -------------- | ---------------------------- | -------------- | ------------ | ------------ | ----------- | ----------- |  |
|                | Bernard Bosson sortant réélu | UDF (CDS)      | 21 077       | 47,5         | 27 388      | 74,85       |  |
|                | Michel Landrivon             | FN             | 6 030        | 13,59        | 9 202       | 25,15       |  |
|                | Marie-Sylvaine Dequier       | PS (ADFP)      | 5 987        | 13,49        |             |             |  |
|                | Françoise Rouge              | Les Verts (EÉ) | 5 417        | 12,21        |             |             |  |
|                | Charles Denu                 | Régionaliste   | 2 717        | 6,12         |             |             |  |
|                | André Genot                  | PCF            | 1 877        | 4,23         |             |             |  |
|                | Jean-Yves Tanguy             | UDI            | 919          | 2,07         |             |             |  |
|                | Jean-Pierre Giacomotti       | PLN            | 276          | 0,62         |             |             |  |
|                | Jean-Louis Authosserre       | Divers         | 71           | 0,16         |             |             |  |
|                |                              |                |              |              |             |             |  |
| Inscrits       | Inscrits                     | Inscrits       | 68 221       | 100,00       | 68 220      | 100,00      |  |
| Abstentions    | Abstentions                  | Abstentions    | 21 552       | 31,59        | 25 428      | 37,27       |  |
| Votants        | Votants                      | Votants        | 46 669       | 68,41        | 42 792      | 62,73       |  |
| Blancs et nuls | Blancs et nuls               | Blancs et nuls | 2 298        | 4,92         | 6 202       | 14,49       |  |
| Exprimés       | Exprimés                     | Exprimés       | 44 371       | 95,08        | 36 590      | 85,51       |  |

Le suppléant de Bernard Bosson était Pierre Hérisson. Pierre Hérisson remplaça Bernard Bosson, nommé membre du gouvernement, du 2 mai 1993 au 19 juillet 1995.

### Élection partielle de 1995
(à la suite de la démission de Pierre Hérisson).
| Candidat       | Candidat           | Parti          | Premier tour | Premier tour | Second tour | Second tour |  |
| Candidat       | Candidat           | Parti          | Voix         | %            | Voix        | %           |  |
| -------------- | ------------------ | -------------- | ------------ | ------------ | ----------- | ----------- |  |
|                | Bernard Bosson élu | UDF (CDS)      | 9 269        | 44,23        | 11 921      | 59,60       |  |
|                | Michel Bellon      | PS             | 3 928        | 18,75        | 8 080       | 40,40       |  |
|                | Jean-Luc Mesnage   | FN             | 2 904        | 13,86        |             |             |  |
|                | Marc Beaumont      | MPF            | 1 240        | 5,92         |             |             |  |
|                | Charles Denu       | Divers gauche  | 1 237        | 5,90         |             |             |  |
|                | Marc Lecourt       | Les Verts      | 1 057        | 5,04         |             |             |  |
|                | Raymond Vindret    | PCF            | 812          | 3,88         |             |             |  |
|                | Bruno Perrondin    | LO             | 507          | 2,42         |             |             |  |
|                |                    |                |              |              |             |             |  |
| Inscrits       | Inscrits           | Inscrits       | 71 971       | 100,00       | 71 941      | 100,00      |  |
| Abstentions    | Abstentions        | Abstentions    | 50 434       | 70,08        | 50 463      | 70,14       |  |
| Votants        | Votants            | Votants        | 21 537       | 29,92        | 21 478      | 29,86       |  |
| Blancs et nuls | Blancs et nuls     | Blancs et nuls | 583          | 2,71         | 1 477       | 6,88        |  |
| Exprimés       | Exprimés           | Exprimés       | 20 954       | 97,29        | 20 001      | 93,12       |  |

### Élections de 1997
| Candidat       | Candidat                     | Parti          | Premier tour | Premier tour | Second tour | Second tour |  |
| Candidat       | Candidat                     | Parti          | Voix         | %            | Voix        | %           |  |
| -------------- | ---------------------------- | -------------- | ------------ | ------------ | ----------- | ----------- |  |
|                | Bernard Bosson sortant réélu | UDF (FD)       | 16 000       | 37,74        | 25 513      | 57,63       |  |
|                | Jacques Dalex                | PS             | 9 209        | 21,72        | 18 754      | 42,37       |  |
|                | Jean-Luc Mesnage             | FN             | 6 331        | 14,93        |             |             |  |
|                | Thierry Billet               | Les Verts      | 2 336        | 5,51         |             |             |  |
|                | André Genot                  | PCF            | 2 048        | 4,83         |             |             |  |
|                | Jean-Claude Meslin           | GÉ             | 1 704        | 4,02         |             |             |  |
|                | Marc Beaumont                | LDI (MPF)      | 1 680        | 3,96         |             |             |  |
|                | Édith Roche                  | LO             | 1 162        | 2,74         |             |             |  |
|                | Jean-Michel Bouvard          | US4J           | 614          | 1,45         |             |             |  |
|                | Michel Rodi                  | Divers droite  | 491          | 1,16         |             |             |  |
|                | Pierre Moulas                | MDC            | 366          | 0,86         |             |             |  |
|                | Madjid Merabtène             | Divers droite  | 269          | 0,63         |             |             |  |
|                | Gérard Denis                 | IR             | 189          | 0,45         |             |             |  |
|                |                              |                |              |              |             |             |  |
| Inscrits       | Inscrits                     | Inscrits       | 71 331       | 100,00       | 71 331      | 100,00      |  |
| Abstentions    | Abstentions                  | Abstentions    | 25 862       | 36,26        | 23 754      | 33,3        |  |
| Votants        | Votants                      | Votants        | 45 469       | 63,74        | 47 577      | 66,7        |  |
| Blancs et nuls | Blancs et nuls               | Blancs et nuls | 3 070        | 6,75         | 3 310       | 6,96        |  |
| Exprimés       | Exprimés                     | Exprimés       | 42 399       | 93,25        | 44 267      | 93,04       |  |

La suppléante de Bernard Bosson était Françoise Camusso, conseillère générale du canton d'Annecy-4, Première adjointe au maire de Seynod.

### Élections de 2002
| Candidat       | Candidat                     | Parti            | Premier tour | Premier tour | Second tour | Second tour |  |
| Candidat       | Candidat                     | Parti            | Voix         | %            | Voix        | %           |  |
| -------------- | ---------------------------- | ---------------- | ------------ | ------------ | ----------- | ----------- |  |
|                | Bernard Bosson sortant réélu | UDF              | 23 044       | 47,61        | 24 423      | 61,38       |  |
|                | Thierry Billet               | Les Verts (PS)   | 11 649       | 24,07        | 15 364      | 38,62       |  |
|                | Marie-José Favre             | FN               | 5 570        | 11,51        |             |             |  |
|                | Henri Larget                 | Divers droite    | 1 136        | 2,35         |             |             |  |
|                | Evelyne Anthoine             | S&P              | 1 098        | 2,27         |             |             |  |
|                | Mauricette Charlet           | PCF              | 982          | 2,03         |             |             |  |
|                | Jeanne Martini               | LT-LNÉ           | 970          | 2            |             |             |  |
|                | Véronique Yvart              | LCR              | 913          | 1,89         |             |             |  |
|                | Laurent Callige              | Pôle républicain | 744          | 1,54         |             |             |  |
|                | Jeannine Houry               | LDI              | 615          | 1,27         |             |             |  |
|                | Roland Dufournet             | GÉ               | 529          | 1,09         |             |             |  |
|                | Marie-Christine Montastier   | MNR              | 465          | 0,96         |             |             |  |
|                | Edith Roche                  | LO               | 391          | 0,81         |             |             |  |
|                | Lina Urban                   | PT               | 193          | 0,4          |             |             |  |
|                | Jean-Louis Authosserre       | Divers           | 103          | 0,21         |             |             |  |
|                |                              |                  |              |              |             |             |  |
| Inscrits       | Inscrits                     | Inscrits         | 77 549       | 100,00       | 77 551      | 100,00      |  |
| Abstentions    | Abstentions                  | Abstentions      | 28 170       | 36,33        | 36 002      | 46,42       |  |
| Votants        | Votants                      | Votants          | 49 379       | 63,67        | 41 549      | 53,58       |  |
| Blancs et nuls | Blancs et nuls               | Blancs et nuls   | 977          | 1,98         | 1 762       | 4,24        |  |
| Exprimés       | Exprimés                     | Exprimés         | 48 402       | 98,02        | 39 787      | 95,76       |  |

La suppléante de Bernard Bosson était Françoise Camusso, conseillère générale du canton d'Annecy-4, maire de Seynod.

### Élections de 2007
| Candidat       | Candidat                   | Parti               | Premier tour | Premier tour | Second tour | Second tour |  |
| Candidat       | Candidat                   | Parti               | Voix         | %            | Voix        | %           |  |
| -------------- | -------------------------- | ------------------- | ------------ | ------------ | ----------- | ----------- |  |
|                | Lionel Tardy élu           | UMP (Divers droite) | 16 904       | 34,16        | 20 432      | 55,51       |  |
|                | Bernard Bosson sortant     | NC                  | 12 732       | 25,73        | 16 379      | 44,49       |  |
|                | Claire Donzel              | PS                  | 9 738        | 19,68        |             |             |  |
|                | Thierry Billet             | Les Verts           | 3 456        | 6,98         |             |             |  |
|                | Marie-José Favre           | FN                  | 2 092        | 4,23         |             |             |  |
|                | Bethsabée Lunel            | LCR                 | 1 216        | 2,46         |             |             |  |
|                | Nadia Chaumeton            | Divers              | 965          | 1,95         |             |             |  |
|                | Jeanne Martini             | LT-LNÉ              | 755          | 1,53         |             |             |  |
|                | Gilles Ravache             | PCF                 | 703          | 1,42         |             |             |  |
|                | Jean-Pierre Dagand         | PT                  | 587          | 1,19         |             |             |  |
|                | Marie-Christine Montastier | MNR                 | 313          | 0,63         |             |             |  |
|                | Évelyne Anthoine           | Régionaliste        | 24           | 0,05         |             |             |  |
|                |                            |                     |              |              |             |             |  |
| Inscrits       | Inscrits                   | Inscrits            | 86 645       | 100,00       | 86 636      | 100,00      |  |
| Abstentions    | Abstentions                | Abstentions         | 36 359       | 41,96        | 45 150      | 52,11       |  |
| Votants        | Votants                    | Votants             | 50 286       | 58,04        | 41 486      | 47,89       |  |
| Blancs et nuls | Blancs et nuls             | Blancs et nuls      | 801          | 1,59         | 4 675       | 11,27       |  |
| Exprimés       | Exprimés                   | Exprimés            | 49 485       | 98,41        | 36 811      | 88,73       |  |

### Élections de 2012
| Candidat       | Candidat                   | Parti          | Premier tour | Premier tour | Second tour | Second tour |  |
| Candidat       | Candidat                   | Parti          | Voix         | %            | Voix        | %           |  |
| -------------- | -------------------------- | -------------- | ------------ | ------------ | ----------- | ----------- |  |
|                | Lionel Tardy sortant réélu | UMP            | 21 668       | 41,72        | 26 360      | 56,50       |  |
|                | Denis Duperthuy            | PS             | 15 237       | 29,34        | 20 297      | 43,50       |  |
|                | Claude Biesse              | RBM (FN)       | 6 561        | 12,63        |             |             |  |
|                | François Astorg            | EÉLV           | 2 632        | 5,07         |             |             |  |
|                | Nathalie Hiraux            | FG (PCF)       | 1 904        | 3,67         |             |             |  |
|                | Laurent Viotto             | CpF (MoDem)    | 1 682        | 3,24         |             |             |  |
|                | Nadia Chaumeton            | LFA            | 573          | 1,1          |             |             |  |
|                | Quentin Fromaget           | DLR            | 472          | 0,91         |             |             |  |
|                | Claude Baudoin             | AÉI            | 415          | 0,8          |             |             |  |
|                | Philippe Métral-Boffod     | NPA            | 386          | 0,74         |             |             |  |
|                | Jean-Pierre Dagand         | POI            | 229          | 0,44         |             |             |  |
|                | Jacques Mattéi             | LO             | 181          | 0,35         |             |             |  |
|                |                            |                |              |              |             |             |  |
| Inscrits       | Inscrits                   | Inscrits       | 90 295       | 100,00       | 90 269      | 100,00      |  |
| Abstentions    | Abstentions                | Abstentions    | 37 791       | 41,85        | 42 429      | 47          |  |
| Votants        | Votants                    | Votants        | 52 504       | 58,15        | 47 840      | 53          |  |
| Blancs et nuls | Blancs et nuls             | Blancs et nuls | 564          | 1,07         | 1 183       | 2,47        |  |
| Exprimés       | Exprimés                   | Exprimés       | 51 940       | 98,93        | 46 657      | 97,53       |  |

### Élections de 2017
|                                                                                 |                                                                                       |                           |                           |                          |                          |
|                                                                                 |                                                                                       | Premier tour 11 juin 2017 | Premier tour 11 juin 2017 | Second tour 18 juin 2017 | Second tour 18 juin 2017 |
|                                                                                 |                                                                                       |                           |                           |                          |                          |
|                                                                                 |                                                                                       | Nombre                    | % des inscrits            | Nombre                   | % des inscrits           |
| Inscrits                                                                        | Inscrits                                                                              | 94 940                    | 100,00                    | 94 936                   | 100,00                   |
| Abstentions                                                                     | Abstentions                                                                           | 48 197                    | 50,77                     | 54 090                   | 56,98                    |
| Votants                                                                         | Votants                                                                               | 46 743                    | 49,23                     | 40 846                   | 43,02                    |
|                                                                                 |                                                                                       |                           | % des votants             |                          | % des votants            |
| Bulletins blancs                                                                | Bulletins blancs                                                                      | 484                       | 1,04                      | 2 304                    | 5,64                     |
| Bulletins nuls                                                                  | Bulletins nuls                                                                        | 214                       | 0,46                      | 696                      | 1,70                     |
| Suffrages exprimés                                                              | Suffrages exprimés                                                                    | 46 045                    | 98,51                     | 37 846                   | 92,66                    |
|                                                                                 |                                                                                       |                           |                           |                          |                          |
| Candidat Étiquette politique (partis et alliances)                              | Candidat Étiquette politique (partis et alliances)                                    | Voix                      | % des exprimés            | Voix                     | % des exprimés           |
|                                                                                 |                                                                                       |                           |                           |                          |                          |
|                                                                                 | Frédérique Lardet La République en marche                                             | 18 749                    | 40,72                     | 20 286                   | 53,60                    |
|                                                                                 | Lionel Tardy (député sortant) Les Républicains (Union des démocrates et indépendants) | 11 836                    | 25,71                     | 17 560                   | 46,40                    |
|                                                                                 | Vincent Lecaillon Front national                                                      | 4 046                     | 8,79                      |                          |                          |
|                                                                                 | Yann Burguière La France insoumise                                                    | 3 276                     | 7,11                      |                          |                          |
|                                                                                 | Jeannie Tremblay Europe Écologie Les Verts                                            | 2 362                     | 5,13                      |                          |                          |
|                                                                                 | Loris Fontana Parti communiste français (Front de gauche)                             | 938                       | 2,04                      |                          |                          |
|                                                                                 | Ghislain La Spisa Parti socialiste                                                    | 843                       | 1,83                      |                          |                          |
|                                                                                 | Jean-Marc Brûlé Parti radical de gauche                                               | 552                       | 1,20                      |                          |                          |
|                                                                                 | Claude Baudouin Écologiste                                                            | 505                       | 1,10                      |                          |                          |
|                                                                                 | Jérôme Gretz Divers droite                                                            | 473                       | 1,03                      |                          |                          |
|                                                                                 | Jean-Paul Vigarié Divers (Parti animaliste)                                           | 442                       | 0,96                      |                          |                          |
|                                                                                 | Lionel Falcy Régionaliste                                                             | 418                       | 0,91                      |                          |                          |
|                                                                                 | Maurice Ravaz Régionaliste (Les voix de Savoie)                                       | 375                       | 0,81                      |                          |                          |
|                                                                                 | Pierre Mollier Divers (Union populaire républicaine)                                  | 298                       | 0,65                      |                          |                          |
|                                                                                 | Martine Delachet Écologiste (Confédération pour l'homme, l'animal et la planète)      | 253                       | 0,55                      |                          |                          |
|                                                                                 | Naci Yildirim Lutte ouvrière                                                          | 225                       | 0,49                      |                          |                          |
|                                                                                 | Chantal Touvet Divers droite                                                          | 210                       | 0,46                      |                          |                          |
|                                                                                 | Michel Sarteur Divers droite                                                          | 174                       | 0,38                      |                          |                          |
|                                                                                 | Camille Thébaut Divers (Allons enfants !)                                             | 70                        | 0,15                      |                          |                          |
| Source : Ministère de l'Intérieur - Deuxième circonscription de la Haute-Savoie |                                                                                       |                           |                           |                          |                          |

### Élections de 2022
| Résultats des élections législatives des 12 et 19 juin 2022 de la 2e circonscription de Haute-Savoie |                          |                          |                          |              |              |             |             |
| Candidat                                                                                             | Candidat                 | Parti et coalition       | Nuance                   | Premier tour | Premier tour | Second tour | Second tour |
| Candidat                                                                                             | Candidat                 | Parti et coalition       | Nuance                   | Voix         | %            | Voix        | %           |
| | Antoine Armand           | LREM (ENS)               | ENS                      | 11 329       | 23,83        | 25 809      | 59,88       |
| | Loris Fontana            | PCF (NUPES)              | COM                      | 10 931       | 22,99        | 17 290      | 40,12       |
| | Lionel Tardy             | SE (LR diss.)            | DVD                      | 9 093        | 19,12        |             |             |
| | Anaîs Nanche             | RN                       | RN                       | 6 345        | 13,34        |             |             |
| | Catherine Pacoret        | UDI (UDC)                | UDI                      | 2 473        | 5,20         |             |             |
| | San Hippomène            | REC                      | REC                      | 1 856        | 3,90         |             |             |
| | Pascal Sciabbarrasi      | SE (EELV diss.)          | ECO                      | 1 621        | 3,41         |             |             |
| | Willy Collomb-Patton     | VDS (R&PS)               | REG                      | 1 011        | 2,13         |             |             |
| | Christian Curdy          | CE                       | ECO                      | 989          | 2,08         |             |             |
| | Sylvie Brancaleone       | LP (UPF)                 | DSV                      | 637          | 1,34         |             |             |
| | Jean-Paul Vigarié        | PA                       | ECO                      | 550          | 1,16         |             |             |
| | Damien Cornu             | AUP (RdP)                | DSV                      | 253          | 0,53         |             |             |
| | Naci Yildirim            | LO                       | DXG                      | 231          | 0,49         |             |             |
| | Oujdi Boussa             | SE                       | DIV                      | 226          | 0,48         |             |             |
| | Timothée Peraldi         | SE                       | DIV                      | 5            | 0,01         |             |             |
| Votes valides                                                                                        | Votes valides            | Votes valides            | Votes valides            | 47 550       | 98,61        | 43 099      | 92,85       |
| Votes blancs                                                                                         | Votes blancs             | Votes blancs             | Votes blancs             | 481          | 1,00         | 2 465       | 5,31        |
| Votes nuls                                                                                           | Votes nuls               | Votes nuls               | Votes nuls               | 191          | 0,40         | 856         | 1,84        |
| Total                                                                                                | Total                    | Total                    | Total                    | 48 222       | 100          | 46 420      | 100         |
| Abstention                                                                                           | Abstention               | Abstention               | Abstention               | 51 984       | 51,88        | 53 811      | 53,69       |
| Inscrits / participation                                                                             | Inscrits / participation | Inscrits / participation | Inscrits / participation | 100 206      | 48,12        | 100 231     | 46,31       |

### Élections de 2024
| Résultats des élections législatives du 30 juin 07 juillet 2024 de la 2e circonscription de Haute-Savoie |                          |                          |                          |              |              |             |             |
| Candidat                                                                                                 | Candidat                 | Parti et coalition       | Nuance                   | Premier tour | Premier tour | Second tour | Second tour |
| Candidat                                                                                                 | Candidat                 | Parti et coalition       | Nuance                   | Voix         | %            | Voix        | %           |
| | Antoine Armand           | RE (ENS)                 | ENS                      | 23 783       | 33,27        | 47 182      | 68,83       |
| | Anis Bouvard             | RN                       | RN                       | 20 583       | 28,80        | 21 371      | 31,17       |
| | Guillaume Tatu           | LÉ (NFP)                 | NFP                      | 19 215       | 26,88        | Retrait     | Retrait     |
| | Alexandre Richefort      | LR                       | LR                       | 5 396        | 7,55         |             |             |
| | Jérémy Langlade-Nouchy   | Sabaudia-MRS (RPS)       | REG                      | 1 077        | 1,51         |             |             |
| | Pascale Vincent          | REC                      | EXD                      | 872          | 1,22         |             |             |
| | Naci Yildirim            | LO                       | EXG                      | 411          | 0,58         |             |             |
| | Geoffrey Cornet          | NPA-R                    | EXG                      | 139          | 0,19         |             |             |
| Votes valides                                                                                            | Votes valides            | Votes valides            | Votes valides            | 71 476       | 97,84        | 68 553      | 94,99       |
| Votes blancs                                                                                             | Votes blancs             | Votes blancs             | Votes blancs             | 1 211        | 1,66         | 2 832       | 3,92        |
| Votes nuls                                                                                               | Votes nuls               | Votes nuls               | Votes nuls               | 370          | 0,51         | 781         | 1,08        |
| Total | Total                    | Total                    | Total                    | 73 057       | 100          | 72 166      | 100         |
| Abstention                                                                                               | Abstention               | Abstention               | Abstention               | 28 636       | 28,16        | 29 547      | 29,05       |
| Inscrits / participation                                                                                 | Inscrits / participation | Inscrits / participation | Inscrits / participation | 101 693      | 71,84        | 101 713     | 70,95       |

#### Département de la Haute-Savoie
- La fiche de l'INSEE de cette circonscription : « Tableaux et Analyses de la deuxième circonscription de la Haute-Savoie », sur insee.fr, site de l'Institut national de la statistique et des études économiques (consulté le 10 juin 2007) [PDF]

- « Tous les députés du département de la Haute-Savoie depuis 1789 », sur assemblee-nationale.fr, site de l'Assemblée nationale française (consulté le 10 juin 2007)

- « Informations contentieuses sur le département de la Haute-Savoie (Élections législatives de 2002) »(Archive.org • Wikiwix • Archive.is • Google • Que faire ?), sur conseil-constitutionnel.fr, site du Conseil constitutionnel (consulté le 13 juin 2007)

#### Circonscriptions en France
- « Carte des circonscriptions législatives en France », sur assemblee-nationale.fr, site de l'Assemblée nationale française (consulté le 10 juin 2007)

- « Résultats électoraux officiels en France »(Archive.org • Wikiwix • Archive.is • Google • Que faire ?), sur interieur.gouv.fr, site du ministère de l'Intérieur (France) (consulté le 13 juin 2007)

- Description et Atlas des circonscriptions électorales de France sur http://www.atlaspol.com, Atlaspol, site de cartographie géopolitique, consulté le 13 juin 2007.